# Simon Phillips (Rennfahrer)

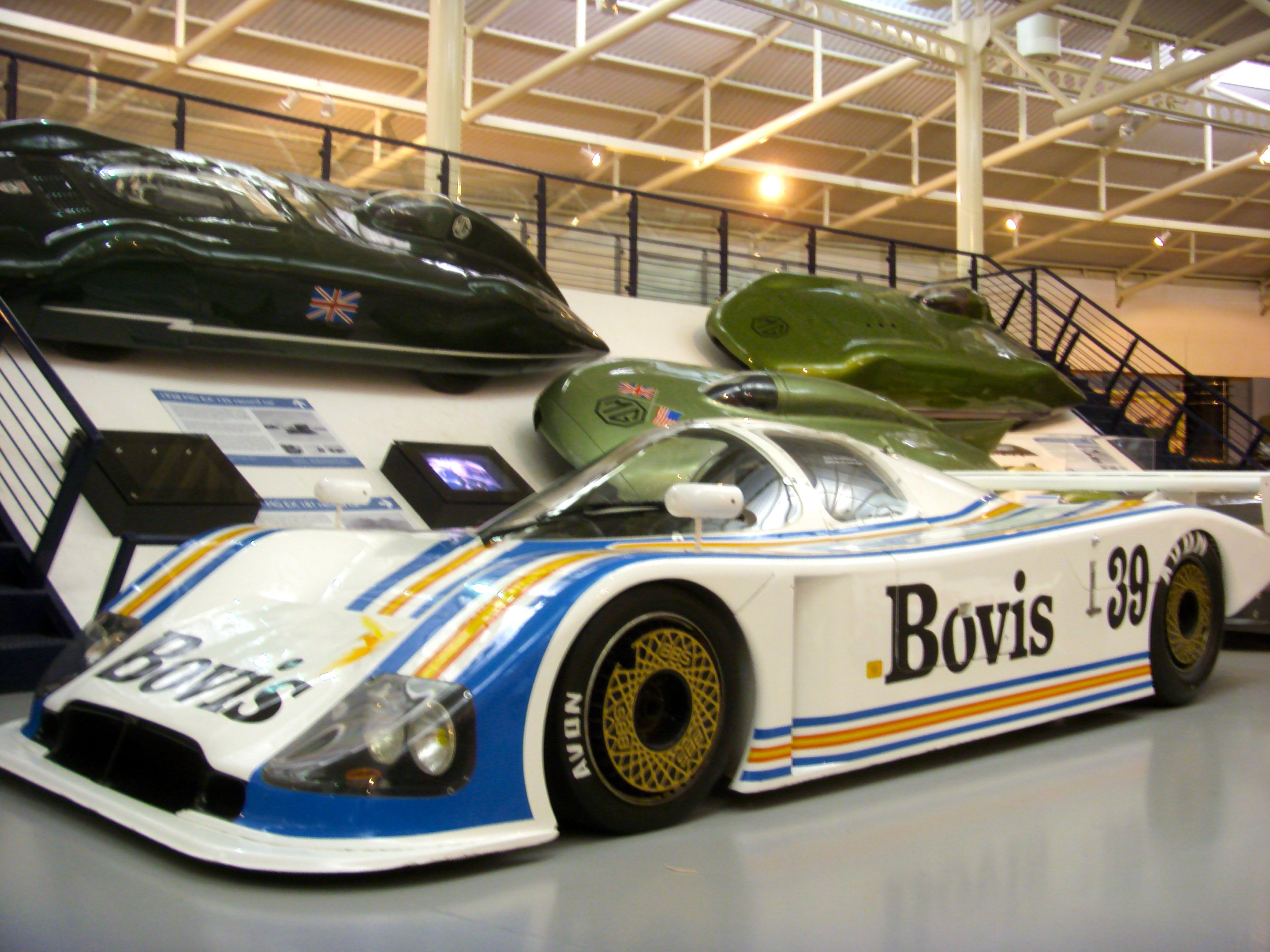
Der Nimrod NRA/C2 mit dem Simon Phillips
1982 beim 24-Stunden-Rennen von Le Mans am Start war

Simon David Phillips (* 21. August 1934 in London; † 16. Oktober 2013 ebenda) war ein britischer Automobilrennfahrer.

## Karriere als Rennfahrer
Simon Phillips war in den 1970er- und 1980er-Jahren im Sportwagensport aktiv. 1976 gab er beim 4-Stunden-Rennen von Monza sein Debüt in der Sportwagen-Weltmeisterschaft. Gemeinsam mit Ian Harrower fuhr er einen Lola T294S an die neunte Stelle der Gesamtwertung (Gesamtsieger Jacky Ickx und Jochen Mass im Porsche 936). Seine beste Platzierung in der Weltmeisterschaft erreichte er ein Jahr später, als er erneut in Monza am Start war und den siebten Rang in der Gesamtwertung einfuhr (Sieger Vittorio Brambilla im Alfa Romeo T33/SC/12). Diesmal war sein Partner der Niederländer Ernst Berg.
Zwischen 1976 und 1982 war er sechsmal beim 24-Stunden-Rennen von Le Mans am Start. 1976, bei seinem Debüt, fuhr er gemeinsam mit Tony Birchenhough, Ian Bracey und Brian Joscelyne einen Lola T290/4 an die 22. Stelle der Gesamtwertung. 1982 gehörte er mit Mike Salmon und Ray Mallock zum Team um Robin Hamilton, das den von einem Aston-Martin-Motor angetriebenen Nimrod NRA/C2 einsetzte. Das Trio erreichte den siebten Rang in der Endwertung. 

## Statistik

### Le-Mans-Ergebnisse
| Jahr | Team                             | Fahrzeug             | Teamkollege       | Teamkollege  | Teamkollege     | Platzierung     | Ausfallgrund      |
| ---- | -------------------------------- | -------------------- | ----------------- | ------------ | --------------- | --------------- | ----------------- |
| 1976 | Chandler Ibec                    | Lola T290/4          | Tony Birchenhough | Ian Bracey   | Brian Joscelyne | Rang 22         |                   |
| 1978 | Simon Phillips Racing            | De Cadenet-Lola T380 | Martin Raymond    | John Beasley | Nick Faure      | disqualifiziert |                   |
| 1979 | Fisons Agricole - Simon Phillips | Lola T380            | Martin Raymond    | Ray Mallock  |                 | Rang 20         |                   |
| 1980 | EMKA Productions                 | Ferrari 512 BB LM    | Steve O’Rourke    | Richard Down |                 | Rang 23         |                   |
| 1981 | Simon Phillips                   | Ferrari 512BB LM     | Mike Salmon       | Steve Earle  |                 | Ausfall         | Chassis gebrochen |
| 1982 | Viscount Downe Pace Petroleum    | Nimrod NRA/C2        | Mike Salmon       | Ray Mallock  |                 | Rang 7          |                   |